# ألان براون (لاعب كريكت)
ألان براون (23 ديسمبر 1957 في المملكة المتحدة - )  (بالإنجليزية: Alan Brown)‏ هو لاعب كريكت بريطاني.

## وصلات خارجية
- ألان براون على موقع إي آس بي آن كريك إنفو (الإنجليزية)